# Општина Лас Росас (Чијапас)
Лас Росас (шп. Las Rosas) општина је у Мексику у савезној држави Чијапас. Општина се налази на надморској висини од 1303 м.

## Становништво
Према подацима из 2010. у општини је живело 25530 становника.

### Хронологија
| Година       | 2000                  | 2005                  | 2010                  |
| ------------ | --------------------- | --------------------- | --------------------- |
| Становништво | 21100 (10489 / 10611) | 24969 (12360 / 12609) | 25530 (12659 / 12871) |

### Попис
| \| \| м \| \| \| ж \| \| 0—2 \| 798 \| \| \| 787 \| \| 3—5 \| 981 \| \| \| 882 \| \| 6—11 \| 1.788 \| \| \| 1.777 \| \| 12—14 \| 888 \| \| \| 828 \| \| 15—17 \| 914 \| \| \| 902 \| \| 18—24 \| 1.783 \| \| \| 1.824 \| \| 60+ \| 999 \| \| \| 1.013 \| \| Просек : \| 26,3 \| \| \| 27,0 \| |       |  |  |       |
| |       |  |  |       |
| | м     |  |  | ж     |
| 0—2 | 798   |  |  | 787   |
| 3—5 | 981   |  |  | 882   |
| 6—11 | 1.788 |  |  | 1.777 |
| 12—14 | 888   |  |  | 828   |
| 15—17 | 914   |  |  | 902   |
| 18—24 | 1.783 |  |  | 1.824 |
| 60+ | 999   |  |  | 1.013 |
| Просек : | 26,3  |  |  | 27,0  |

| #   | Индикатор                                                                                        | Вредност |
| --- | ------------------------------------------------------------------------------------------------ | -------- |
| 1   | Становништво од 0 до 2 године                                                                    | 1585     |
| 2   | Мушко становништво од 0 до 2 године                                                              | 798      |
| 3   | Женско становништво од 0 до 2 године                                                             | 787      |
| 4   | Становништво са 3 и више година                                                                  | 23798    |
| 5   | Мушко становништво са 3 и више година                                                            | 11787    |
| 6   | Женско становништво са 3 и више година                                                           | 12011    |
| 7   | Становништво са 5 и више година                                                                  | 22545    |
| 8   | Мушко становништво са 5 и више година                                                            | 11145    |
| 9   | Женско становништво са 5 и више година                                                           | 11400    |
| 10  | Становништво са 12 и више година                                                                 | 18370    |
| 11  | Мушко становништво са 12 и више година                                                           | 9018     |
| 12  | Женско становништво са 12 и више година                                                          | 9352     |
| 13  | Становништво са 15 и више година                                                                 | 16654    |
| 14  | Мушко становништво са 15 и више година                                                           | 8130     |
| 15  | Женско становништво са 15 и више година                                                          | 8524     |
| 16  | Становништво са 18 и више година                                                                 | 14838    |
| 17  | Мушко становништво са 18 и више година                                                           | 7216     |
| 18  | Женско становништво са 18 и више година                                                          | 7622     |
| 19  | Становништво од 3 до 5 година                                                                    | 1863     |
| 20  | Мушко становништво од 3 до 5 година                                                              | 981      |
| 21  | Женско становништво од 3 до 5 година                                                             | 882      |
| 22  | Становништво од 6 до 11 година                                                                   | 3565     |
| 23  | Мушко становништво од 6 до 11 година                                                             | 1788     |
| 24  | Женско становништво од 6 до 11 година                                                            | 1777     |
| 25  | Становништво од 8 до 14 година                                                                   | 4158     |
| 26  | Мушко становништво од 8 до 14 година                                                             | 2100     |
| 27  | Женско становништво од 8 до 14 година                                                            | 2058     |
| 28  | Становништво од 12 до 14 година                                                                  | 1716     |
| 29  | Мушко становништво од 12 до 14 година                                                            | 888      |
| 30  | Женско становништво од 12 до 14 година                                                           | 828      |
| 31  | Становништво од 15 до 17 година                                                                  | 1816     |
| 32  | Мушко становништво од 15 до 17 година                                                            | 914      |
| 33  | Женско становништво од 15 до 17 година                                                           | 902      |
| 34  | Становништво од 18 до 24 године                                                                  | 3607     |
| 35  | Мушко становништво од 18 до 24 године                                                            | 1783     |
| 36  | Женско становништво од 18 до 24 године                                                           | 1824     |
| 37  | Женско становништво од 15 до 49 година                                                           | 6684     |
| 38  | Становништво са 60 и више година                                                                 | 2012     |
| 39  | Мушко становништво са 60 и више година                                                           | 999      |
| 40  | Женско становништво са 60 и више година                                                          | 1013     |
| 41  | Однос између мушкараца и жена                                                                    | 98.35    |
| 42  | Становништво од нуле до 14 година                                                                | 8729     |
| 43  | Становништво од 15 до 64 године                                                                  | 15189    |
| 44  | Становништво од 65 година и више                                                                 | 1465     |
| 45  | Просечан број деце                                                                               | 2.69     |
| 46  | Становништво рођено у ентитету                                                                   | 25181    |
| 47  | Мушко становништво рођено у ентитету                                                             | 12494    |
| 48  | Женско становништво рођено у ентитету                                                            | 12687    |
| 49  | Становништво рођено у другом ентитету                                                            | 112      |
| 50  | Мушко становништво рођено у другом ентитету                                                      | 52       |
| 51  | Женско становништво рођено у другом ентитету                                                     | 60       |
| 52  | Становништво од 5 година и више резидентно у ентитету у јуну 2005. године                        | 22257    |
| 53  | Мушко становништво старосног доба од 5 година и више, резидентно у ентитету у јуну 2005. године  | 10983    |
| 54  | Женско становништво старосног доба од 5 и више година, резидентно у ентитету у јуну 2005. године | 11274    |
| 55  | Становништво од 5 година и више које је живело у другом ентитету у јуну 2005. године             | 127      |
| 56  | Мушко становништво старије од 5 година које је живело у другом ентитету у јуну 2005. године      | 77       |
| 57  | Женско становништво старије од 5 година које је живело у другом ентитету у јуну 2005. године     | 50       |
| 58  | Становништво од 3 године и више које говори аутохтони језик                                      | 1346     |
| 59  | Мушко становништво старо 3 године и више које говори аутохтони језик                             | 736      |
| 60  | Женско становништво старо 3 године и више које говори аутохтони језик                            | 610      |
| 61  | Становништво од 3 године и више које говори аутохтони језик и не говори шпански језик            | 12       |
| 62  | Мушко становништво старо 3 године и више које говори аутохтони језик и не говори шпански         | 4        |
| 63  | Женско становништво старо 3 године и више које говори аутохтони језик и не говори шпански језик  | 8        |
| 64  | Становништво старо 3 године и више које говори аутохтони језик и шпански                         | 1206     |
| 65  | Мушко становништво старо 3 године и више које говори аутохтони језик и шпански                   | 657      |
| 66  | Женско становништво старо 3 године и више које говори аутохтони језик и шпански                  | 549      |
| 67  | Становништво од 5 година и више које говори аутохтони језик                                      | 1336     |
| 68  | Становништво од 5 година и више које говори аутохтони језик и не говори шпански језик            | 9        |
| 69  | Становништво од 5 година и више које говори аутохтони језик и говори шпански језик               | 1200     |
| 70  | Становништво у домородачким домаћинствима                                                        | 3415     |
| 71  | Становништво са ограничењима у активностима                                                      | 929      |
| 72  | Становништво са ограниченим ходањем или кретањем, горе или доле                                  | 482      |
| 73  | Становници са ограничењима вида, чак и уз кориштење сочива                                       | 267      |
| 74  | Становништво са ограничењима говора, комуникације или конверзације                               | 76       |
| 75  | Становништво са ограниченим слухом                                                               | 122      |
| 76  | Становништво са ограничењима при одевању, купању или јелу                                        | 42       |
| 77  | Становништво са ограничењима у опажању или учењу једноставних ствари                             | 36       |
| 78  | Становништво са менталним ограничењима                                                           | 77       |
| 79  | Становништво без ограничења активности                                                           | 24289    |
| 80  | Становништво од 3 до 5 година које не похађа школу                                               | 947      |
| 81  | Мушко становништво од 3 до 5 година које не похађа школу                                         | 494      |
| 82  | Женско становништво од 3 до 5 година које не похађа школу                                        | 453      |
| 83  | Становништво од 6 до 11 година које не похађа школу                                              | 340      |
| 84  | Мушко становништво од 6 до 11 година које не похађа школу                                        | 186      |
| 85  | Женско становништво од 6 до 11 година које не похађа школу                                       | 154      |
| 86  | Становништво од 12 до 14 година које не похађа школу                                             | 469      |
| 87  | Мушко становништво од 12 до 14 година које не похађа школу                                       | 245      |
| 88  | Женско становништво од 12 до 14 година које не похађа школу                                      | 224      |
| 89  | Становништво од 15 до 17 година похађа школу                                                     | 709      |
| 90  | Мушко становништво од 15 до 17 година похађа школу                                               | 366      |
| 91  | Женско становништво између 15 и 17 година живота у школи                                         | 343      |
| 92  | Становништво од 18 до 24 године похађа школу                                                     | 506      |
| 93  | Мушко становништво од 18 до 24 године похађа школу                                               | 270      |
| 94  | Женско становништво од 18 до 24 године похађа школу                                              | 236      |
| 95  | Становништво од 8 до 14 година које не може да чита и пише                                       | 395      |
| 96  | Мушко становништво старосног доба од 8 до 14 година које не може да чита и пише                  | 223      |
| 97  | Женско становништво старосног доби од 8 до 14 година које не може да чита и пише                 | 172      |
| 98  | Становништво од 15 година и више које је неписмено                                               | 4642     |
| 99  | Мушко становништво од 15 година и више које је неписмено                                         | 2048     |
| 100 | Женско становништво од 15 година и више које је неписмено                                        | 2594     |
| 101 | Становништво старо 15 и више година без школовања                                                | 4815     |
| 102 | Мушко становништво старо 15 и више година без школовања                                          | 2155     |
| 103 | Женско становништво старо 15 и више година без школовања                                         | 2660     |
| 104 | Становништво старосног доба 15 и више година са непотпуним основним образовањем                  | 4488     |
| 105 | Мушко становништво старосног доба од 15 година и више са непотпуном основним образовањем         | 2247     |
| 106 | Женско становништво старосног доба 15 и више година са непотпуном основним образовањем           | 2241     |
| 107 | Становништво старо 15 и више година са комплетним основним образовањем                           | 2991     |
| 108 | Мушко становништво старо 15 година и више са комплетним основним образовањем                     | 1420     |
| 109 | Женско становништво старо 15 и више година са комплетним основним образовањем                    | 1571     |
| 110 | Становништво старосног доба 15 и више година са непотпуним средњим образовањем                   | 648      |
| 111 | Мушко становништво старосног доба од 15 година и више са непотпуним средњим образовањем          | 339      |
| 112 | Женско становништво старосног доба од 15 година и више са непотпуним средњим образовањем         | 309      |
| 113 | Становништво старо 15 и више година са пуним секундарном образовањем                             | 1655     |
| 114 | Мушко становништво старосног доба од 15 година и више са пуним секундарном образовањем           | 809      |
| 115 | Женско становништво старосног доба од 15 година и више са пуним секундарном образовањем          | 846      |
| 116 | Становништво старије од 18 година са постосновним образовањем                                    | 1744     |
| 117 | Мушко становништво старије од 18 година са постосновним образовањем                              | 991      |
| 118 | Женско становништво старије од 18 година са постосновним образовањем                             | 753      |
| 119 | Просечна оцена школовања                                                                         | 4.63     |
| 120 | Просечан ниво образовања мушке популације                                                        | 4.91     |
| 121 | Просечан ниво образовања женског становништва                                                    | 4.36     |
| 122 | Економски активно становништво                                                                   | 9481     |
| 123 | Економски активна мушка популација                                                               | 7333     |
| 124 | Економски активна женска популација                                                              | 2148     |
| 125 | Становништво које није економски активно                                                         | 8786     |
| 126 | Мушко становништво које није економски активно                                                   | 1639     |
| 127 | Женско становништво које није економски активно                                                  | 7147     |
| 128 | Запослено становништво                                                                           | 9239     |
| 129 | Запослено мушко становништво                                                                     | 7107     |
| 130 | Запослено женско становништво                                                                    | 2132     |
| 131 | Незапослена популација                                                                           | 242      |
| 132 | Незапослена мушка популација                                                                     | 226      |
| 133 | Незапослена женска популација                                                                    | 16       |
| 134 | Становништво без права на здравствене услуге                                                     | 5552     |
| 135 | Становништво које има право на здравствене услуге                                                | 19782    |
| 136 | Становништво које има право на ИМСС                                                              | 1090     |
| 137 | Становништво које има право на социјално осигурање                                               | 645      |
| 138 | Становништво које има право на државно социјално осигурање                                       | 101      |
| 139 | Становништво које има право на опште осигурање или здравствено осигурање за нову генерацију      | 18056    |
| 140 | Становништво које је било једном или није било у браку током 12 година и више                    | 5962     |
| 141 | Венчано или уједињено становништво од 12 година и више                                           | 10672    |
| 142 | Становништво које је било у браку или уједињено 12 година и више                                 | 1703     |
| 143 | Становништво са католичком религијом                                                             | 20091    |
| 144 | Протестанти, еванђелисти и библијски следбеници различити од еванђелиста                         | 4233     |
| 145 | Становништво са другим религијама различитим од претходних                                       | 0        |
| 146 | Становништво без религије                                                                        | 643      |
| 147 | Укупно пописаних домаћинства                                                                     | 5904     |
| 148 | Пописна домаћинства на челу са мушкарцима                                                        | 4873     |
| 149 | Пописна домаћинства на челу са женама                                                            | 1031     |
| 150 | Становништво у пописним домаћинствима                                                            | 25389    |
| 151 | Становништво у пописним домаћинствима на челу са мушкарцима                                      | 21797    |
| 152 | Становништво у пописним домаћинствима на челу са женама                                          | 3592     |
| 153 | Укупно домаћинстава                                                                              | 6818     |
| 154 | Укупно насељених домаћинстава                                                                    | 5951     |
| 155 | Укупно приватних кућа                                                                            | 6771     |
| 156 | Насељени приватни домови                                                                         | 5904     |
| 157 | Укупно насељених приватних кућа                                                                  | 5951     |
| 158 | Ненасељене приватне куће                                                                         | 684      |
| 159 | Појединачна домаћинства за привремену употребу                                                   | 183      |
| 160 | Становници у насељеним приватним кућама                                                          | 25389    |
| 161 | Насељеност станара у приватним становима                                                         | 4.3      |
| 162 | Просечно становника по соби у приватним насељеним домаћинствима                                  | 1.43     |
| 163 | Појединачна домаћинства са подовима од различитих материјала од земље                            | 4701     |
| 164 | Појединачна домаћинства у приземљу                                                               | 1142     |
| 165 | Појединачна домаћинства са једном спаваћом собом                                                 | 3323     |
| 166 | Појединачна домаћинства са две спаваће собе и више                                               | 2538     |
| 167 | Појединачна домаћинства са једним собом                                                          | 583      |
| 168 | Појединачна домаћинства са две собе                                                              | 1922     |
| 169 | Појединачна домаћинства са 3 собе и више                                                         | 3351     |
| 170 | Појединачна домаћинства која имају електрично светло                                             | 5618     |
| 171 | Појединачна домаћинства која немају електрично светло                                            | 244      |
| 172 | Појединачна домаћинства која имају водоводну воду у стамбеном простору                           | 3647     |
| 173 | Појединачна домаћинства која немају водоводну воду у стамбеном простору                          | 2213     |
| 174 | Појединачна домаћинства која имају тоалет                                                        | 5433     |
| 175 | Појединачна домаћинства која имају канализацију                                                  | 5244     |
| 176 | Појединачна домаћинства која немају канализацију                                                 | 604      |
| 177 | Појединачна домаћинства која имају електрично светло, довод воде из јавне мреже и канализацију   | 3346     |
| 178 | Појединачна домаћинства без икаквих услова                                                       | 668      |
| 179 | Појединачна домаћинства која имају радио                                                         | 3998     |
| 180 | Појединачна домаћинства која имају телевизор                                                     | 4745     |
| 181 | Појединачна домаћинства која имају фрижидер                                                      | 2640     |
| 182 | Појединачна домаћинства која имају машину за веш                                                 | 1938     |
| 183 | Појединачна домаћинства која имају аутомобил или комби                                           | 954      |
| 184 | Појединачна домаћинства која имају рачунар                                                       | 348      |
| 185 | Појединачна домаћинства која имају фиксну телефонску линију                                      | 571      |
| 186 | Појединачна домаћинства која имају мобилни телефон                                               | 1837     |
| 187 | Појединачна домаћинства која имају приступ интернету                                             | 161      |